# Sancho de Matienzo
Sancho de Matienzo (Valle de Mena, mediados del siglo XV - Sevilla, 8 de diciembre de 1521) fue el primer tesorero de la Casa de la Contratación de las Indias.
Matienzo nació en Valle de Mena, al norte de la actual provincia de Burgos. Era jurista y canónigo de la catedral de Sevilla. En 1503, al ser fundada la Casa de la Contratación de Indias, fue nombrado su tesorero. En 1512 fue recompensado con la abadía de Jamaica, recién creada. En  agosto de 1519 fue nombrado albacea de su testamento por Fernando de Magallanes.
Matienzo utilizó un sistema de dos libros para las cuentas de la Casa: un "libro manual de cargo y descargo" y un "libro mayor de cargo y data". Este método presenta características propias de la contabilidad por partida doble y no fue seguido por los siguientes tesoreros de la Casa. Los libros de cuentas de Matienzo han sido transcritos y publicados por Miguel Ángel Ladero Quesada.
Se suele afirmar que Matienzo falleció en 1522, siguiendo la crónica de José Veitia Linaje. Un apunte en un libro de cuentas de 1518 informa de que Matienzo murió ese año, pero obviamente se trata de una errata.